# Tuần lễ Thời trang Paris
Tuần lễ Thời trang Paris (tiếng Pháp: Semaine de la mode de Paris) là một loạt các buổi diễn thời trang của nhà thiết kế được tổ chức sáu tháng một lần tại Paris, Pháp với các sự kiện mùa xuân/hạ và mùa thu/đông được tổ chức mỗi năm. Ngày tháng được xác định bởi Liên đoàn Thời trang Pháp. Tuần lễ thời trang Paris được tổ chức tại các địa điểm trên toàn thành phố.
Ngoài các chương trình về trang phục may sẵn, còn có các buổi trình diễn thời trang nam và haute, được tổ chức nửa năm cho mùa xuân/hè và mùa thu/đông. Ngoài ra, hàng năm, các thương hiệu nổi tiếng như Dior, Chanel, Louis Vuitton, Givenchy và Céline đều tổ chức các buổi trình diễn của họ tại các địa điểm lịch sử như Carrousel du Louvre và Grand Palais.
Tuần lễ Thời trang Paris là một trong những "Big 4" của tuần lễ thời trang toàn cầu, những tuần lễ khác là Tuần lễ Thời trang Luân Đôn, Tuần lễ Thời trang Milan và Tuần lễ Thời trang New York. Lịch trình bắt đầu với New York, tiếp theo là London, rồi Milan và kết thúc tại Paris.

## Tranh cãi

### Chỉ số khối cơ thể
Theo luật pháp của Pháp, Tuần lễ thời trang không cho phép người mẫu có chỉ số khối cơ thể bằng 0 tham dự.

### Giới hạn về tuổi tác
Tuần lễ thời trang Paris cấm người mẫu dưới 18 tuổi.